# Рахат (Жамбильський район)
Раха́т (каз. Рахат) — село у складі Жамбильського району Жамбильської області Казахстану. Входить до складу Асинського сільського округу.
Населення — 604 особи (2021; 408 у 2009, 348 у 1999, 400 у 1989).